# Deerhurst
Deerhurst is een dorp en civil parish bij Tewkesbury in Gloucestershire, Engeland aan de oostoever van de rivier de Severn. 

## Zeldzame Anglosaxische kerk en kapel
Deerhurst bezit een van de weinige Angelsaksische 10de-eeuwse nog bestaande kloostergebouwen, St Mary's Priory Church. De kerk is veranderd door de verwoesting van de originele apsis en de toevoeging van Normaanse zijbeuken. Odda's Chapel, een Angelsaksische kerk, ligt ongeveer 200 meter ten zuidwesten van de kerk.

## Referentie en externe links
Kerken
- English Buildings: Deerhurst - Lost and Found
- English Buildings: Deerhurst - Saxon Severnside

Algemeen
- Photos of Deerhurst and surrounding area on geograph.org.uk